# Jayson Paul
Jayson Anthony Paul (* 10. Dezember 1984 in Brooklyn, New York City, New York), besser bekannt unter seinem Ringnamen JTG, ist ein US-amerikanischer Wrestler, der unter anderem bei der WWE unter Vertrag stand.

## Karriere

### World Wrestling Entertainment (2006–2007)
Paul begann seine Karriere 2006 in der WWE-Entwicklungs-Liga Ohio Valley Wrestling unter dem Ringnamen „The Neighborhoodie“. Dort wurde er mit Shad Gaspard in ein Tag-Team namens „The Gang-Stars“ gesteckt. Sie schafften es die OVW Southern Tag Team Championship zu gewinnen.
2006 wurde das Tag Team von der OVW nach WWE Raw befördert und in „Cryme Tyme“ umbenannt. Paul wechselte den Ringnamen von „The Neighborhoodie“ zu „JTG“. Am 16. Oktober 2006 debütierten Cryme Tyme und besiegten die WWE World Tag Team Champions The Spirit Squad (Mike Mondo & Johnny Jeter) in einem Nicht-Titelkampf. Im November 2006 besiegten Cryme Tyme Lance Cade, Trevor Murdoch, Charlie Haas, Viscera, und The Highlanders in einem Texas Tornado-Match bei Survivor Series. Als Teil ihres Gimmicks klauten sie regelmäßig Gegenstände von anderen Wrestler und On-Air-Personen und verkauften diese an Fans. Sie verkauften auch falsche Startnummern an andere Teilnehmer beim Royal Rumble. Ein paar Monate später gewannen Cryme Tyme ein Tag Team Turmoil-Match gegen The Highlanders, The World’s Greatest Tag Team, Cade, Murdoch, „Hacksaw“ Jim Duggan und Super Crazy beim New Year's Revolution-Pay-per-View, wodurch sie sich einen Titelkampf um die World Tag Team Championship verdienten.
Am 29. Juni 2007 verloren Cryme Tyme gegen Deuce 'n Domino bei WWE SmackDown. Während diese ihren Sieg feierten, klauten Cryme Tyme innerhalb der Storyline das Auto von Deuce 'n Domino und verkauften es. Am 21. Juli 2007 besiegten Cryme Tyme die James Boys und gewannen so die OVW Southern Tag Team Championship zum zweiten Mal. Am 20. August 2007 klauten Cryme Tyme Murdoch's Hut und verkauften es an einen Fan. In der darauffolgenden Woche klauten sie Cade's Hut und verschenkten es an einen Fan. Am 2. September 2007 wurden beide, Paul und Gaspard, mitten in der Fehde von der WWE entlassen.

### Independent-Bereich (2007–2008)
Paul trat zusammen mit Gaspard bei der 10. Geburtstagsshow von Jersey All Pro Wrestling am 27. Oktober 2007 auf. Unter dem Namen „Crime Time“ besiegten sie die „Dirty Rotten Scoundrelz“. Paul erschien auch bei Derby City Wrestling, wo er in einer Fehde mit „The Mobile Homers“ in der DCW involviert war.

### Rückkehr zur WWE

#### Team und Fehde mit Shad Gaspard
Cryme Tyme kehrten bei der WWE-Raw-Ausgabe vom 31. März 2008 zurück, wo sie Lance Cade und Trevor Murdoch in ihrem ersten im Fernsehen ausgestrahlten Match seit fast 6 Monaten besiegten.
Cryme Tyme unterstützten John Cena am 30. Juni bei Raw in einem Match mit JBL. In der darauffolgenden Woche vandalierten sie JBLs Limousine. Cryme Tyme begannen daraufhin eine Fehde mit den World Tag Team Champions Ted DiBiase und Cody Rhodes, in der sie deren Titelgürtel für eine Zeit lang stahlen. Bei WWE Unforgiven 2008 verloren sie ein Titelmatch gegen DiBiase und Rhodes. JTG bekam einen Platz im Royal Rumble, nachdem dieser Shad Gaspard um seinen Platz betrogen hatte. JTG konnte sich fast zwölf Minuten im Ring halten, bevor er vom Undertaker eliminiert wurde. Am 26. Januar verloren Cryme Tyme bei Raw ein Match um die World Tag Team Championship gegen John Morrison und The Miz.
Am 15. April wurde Cryme Tyme im Zuge des WWE Supplemental Drafts 2009 von Raw nach SmackDown gedraftet. Dort verdienten sie sich ein Unified Tag Team Championship-Match gegen Jeri-Show (Chris Jericho & Big Show) beim SummerSlam, nachdem sie The Hart Dynasty (Tyson Kidd & David Hart Smith (mit Natalya)) bei SmackDown besiegt hatten. Am 6. August besiegte JTG Chris Jericho überraschenderweise bei SmackDown. Bei SummerSlam verloren sie jedoch gegen Jeri-Show. Bei WrestleMania XXVI traten Cryme Tyme in eine Dark-Match-Battle Royal an, welche jedoch keiner von beiden gewinnen konnte.
Am 2. April 2010 verloren Cryme Tyme in einem kurzen Match gegen John Morrison und R-Truth. Nachdem Match attackierte Shad Gaspard JTG, wodurch das Team aufgelöst wurde. Die Fehde fand ihren Höhepunkt in einem Strap Match bei WWE Extreme Rules, welches JTG gewann. Nachdem JTG gegen Caylen Croft gewonnen hatte, versuchte Shad ihn zu attackieren, was jedoch nicht erfolgreich gelang. Shad gewann das Rematch am 6. Mai bei WWE Superstars. Shad's letzter Auftritt bei der WWE war die SmackDown-Ausgabe vom 14. Mai 2010. Anschließend wurde er zur Florida Championship Wrestling geschickt, wo er in einigen Matches antrat. Shad wurde im November 2010 von der WWE entlassen.

#### Undercard-Stufe (2010–2014)
Paul wurde als der Pro von Jacob Novak bei WWE NXT Redemption angekündigt. Am 3. Mai 2011 begann seine Fehde mit William Regal. Zwei Wochen später wurde Novak als erster Rookie eliminiert. Am 26. April 2011 wurde Paul im WWE Supplemental Draft zum Raw-Brand gedraftet.
Am 24. Mai 2011 hatte Paul eine Fehde mit dem Rookie von Vladimir Kozlov, Conor O’Brian, nachdem O’Brian Paul durch Pinfall besiegte und Paul ihn anschließend attackiert hat, bis Kozlov O’Brian rettete. Am 26. Mai verlor er gegen Curt Hawkins bei WWE Superstars. Am 7. Juni attackierte Paul Yoshi Tatsu bei NXT Redemption, wodurch er seinen Heel-Status festigte. Matt Striker kam heraus und kündigte ein Match zwischen JTG und Yoshi Tatsu an, welches JTG verlor. Am 9. Juli und 2. August hatte Paul eine Fehde mit Kozlov, nachdem dieser ihn zweimal besiegt hatte. Die Fehde endete als Kozlov am 5. August 2011 von der WWE entlassen wurde. Am 5. August gewann er nach einigen Monaten wieder ein Match, bei dem er zusammen mit David Otunga und Michael McGillicutty die Usos und Trent Barreta besiegte. Im November 2011 bekam JTG mit Tamina eine Freundin und gleichzeitig Managerin, was zu einer Fehde mit den Usos führte, da Tamina diese vorher gemanagt hatte. Paul verlor dabei ständig die Matches gegen die Usos.
Am 9. Mai 2012 besiegte Paul Yoshi Tatsu bei NXT Redemption, was sein erster und einziger Sieg im Jahre 2012 war. Für den Rest des Jahres 2012 und 2013 kehrte er wieder zur Niederlagenserie zurück, bei der er in der Undercard so gut wie alle Matches verlor. Am 12. Juni wurde Paul von der WWE entlassen.

## Privatleben
Paul erlangte den Schulabschluss bei der John Dewey High School in Brooklyn, New York. Im Oktober 2012 verkündete er via Twitter, dass er eine Tochter namens Madison hat.

## Erfolge

### Titel
- Ohio Valley Wrestling
  - OVW Southern Tag Team Championship (zweimal) – mit Shad Gaspard

### Auszeichnungen
- Pro Wrestling Illustrated
  - #85 von den 500 besten Wrestlern in der PWI 500 (2010)